# Little Caesar & The Romans
Little Caesar & The Romans е музикален състав от Лос Анджелис, САЩ, който е активен за кратко време през 60-те години на 20 век. Една от най-успешните им песни е „Those Oldies but Goodies (Remind Me of You)“, която достига 9-о място в класацията „Billboard Hot 100“ и 28-о място в „Hot R&B Sides“ през 1961. Следващият им хит се казва „Hully Gully Again“ (54-то място), а след това създават и „Memories of those Oldies but Goodies“ (101-во място). На някои концертни изяви излизат на сцената, облечени в тоги. През 1962 г. групата прекъсва своето съществуване. По-късно песента „Those Oldies but Goodies (Remind Me of You)“ става част от музиката към филма „Коварни улици“ (1973).